# Raymond Kopa

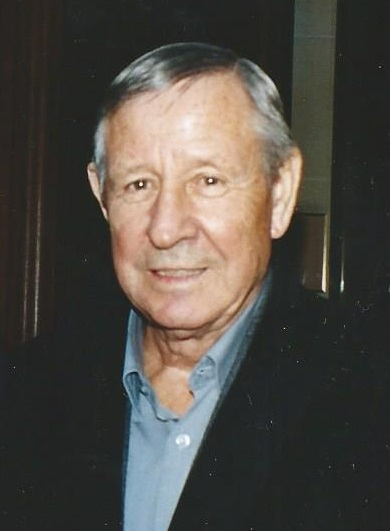
Raymond Kopa (2005)

Raymond Kopa, właśc. Raymond Kopaszewski (ur. 13 października 1931 w Nœux-les-Mines, zm. 3 marca 2017 w Angers) – francuski piłkarz pochodzenia polskiego grający na pozycji napastnika, reprezentant Francji. Brązowy medalista mistrzostw świata 1958. Trzykrotny zdobywca Pucharu Europy. Czterokrotny mistrz Francji, dwukrotny mistrz Hiszpanii. Laureat Złotej Piłki (1958).

## Życiorys
Urodził się w Nœux-les-Mines w departamencie Pas-de-Calais w rodzinie polskich imigrantów.
W młodości, przez około 2 lata, pracował jako górnik, łącząc pracę z treningami w lokalnym klubie US Nœux-les-Mines. Po wypadku, w wyniku którego stracił kciuk, został zwolniony z kopalni. W 1949 r. został zawodnikiem Angers SCO, z którym przez dwa sezony (1949/50 i 1950/51) występował w Division 2 (w sumie 60 meczów i 15 bramek).
W latach 1951–1956 grał w Stade de Reims, z którym dwukrotnie (sezony 1952/53 i 1954/55) zdobył mistrzostwo Francji, a raz (sezon 1953/54) wicemistrzostwo kraju. W tym czasie wystąpił w 158 meczach najwyższej klasy rozgrywkowej, w których zdobył 48 goli.
W 1956 r. został graczem Realu Madryt. Z klubem tym trzy razy (1957, 1958 i 1959) zwyciężał w Pucharze Europy. Ponadto dwukrotnie (sezony 1956/1957 i 1957/1958) zdobywał mistrzostwo Hiszpanii, a raz (sezon 1958/59) srebrny medal mistrzostw kraju. W sumie przez 3 sezony w barwach Realu wystąpił w 79 spotkaniach ligowych, w których strzelił 24 bramki.
W latach 1952–1962 rozegrał 45 meczów w reprezentacji Francji, strzelając w nich 18 bramek. Dwukrotnie (1954 i 1958) wziął udział w mistrzostwach świata, w sumie występując w 8 meczach, zdobywając w nich 4 gole. W 1958 r., wraz z francuską kadrą, zdobył brązowy medal mistrzostw świata.
Następnie powrócił do Reims, w którym grał do 1967 r. W ciągu 8 sezonów ponownie dwukrotnie zdobył mistrzostwo kraju (sezony 1959/60 i 1961/62), a także po razie srebrne (sezon 1962/1963) i brązowe (sezon 1960/1961) medale mistrzostw Francji. W sezonie 1963/64 z klubem Reims spadł do drugiej ligi, gdzie grał przez kolejne 2 sezony (1964/65, 1965/66), w drugim z nich zwyciężając Division 2 i powracając na ostatni w swojej karierze sezon (1966/67) do Division 1. Łącznie w latach 1959–1967 w barwach Reims rozegrał 188 meczów w najwyższej klasie rozgrywkowej (27 bramek) i 56 spotkań (6 goli) w drugiej klasie rozgrywkowej.
Był wielokrotnie nagradzany za swoje osiągnięcia. W 1958 r. zdobył Złotą Piłkę przyznawaną przez France Football. W 1970 r. został odznaczony Legią Honorową. W marcu 2004 r. znalazł się gronie najlepszych piłkarzy w historii – FIFA 100, wybranych z okazji stulecia Międzynarodowej Federacji Piłki Nożnej.
Był autorem wspomnień, które ukazały się m.in. w Polsce, pt. „Piłka i ja” (1975).
Zmarł 3 marca 2017 w Angers.
Jego nazwiskiem tygodnik France Football nazwał przyznawaną od 2018 r. coroczną nagrodę dla najlepszego piłkarza do 21. roku życia – Trofeum Kopy.

## Życie prywatne
Urodził się w rodzinie polskich imigrantów – jego matka była Francuzką (urodziła się w tym kraju) polskiego pochodzenia, natomiast rodzice jego ojca przybyli do Francji w 1919 r..

Polskie pochodzenie Raymonda Kopy skomentował Josef Masopust w czasie odprawy chilijskiego trenera Fernando Riery przed meczem Anglia-Reszta Świata: 

Było to skomplikowane. Fernando Riera mówił po hiszpańsku, toteż Svatopluk Pluskal, Ján Popluhár, Lew Jaszyn, Milutin Šoškić i ja niewiele z tego rozumieliśmy. Ale był Raymond... On to właśnie wszystko przekładał nam na... język polski. Znał go naprawdę dobrze!